# William Rutter Dawes
William Rutter Dawes (Londra, 19 marzo 1799 – Haddenham, 15 febbraio 1868) è stato un astronomo britannico.

## Biografia
Dawes era figlio di William Dawes, appassionato astronomo, che compì numerosi viaggi tra cui quello nel Nuovo Galles del Sud sulla Prima Flotta nel 1788.
Seguì studi di medicina dopo essersi allontanato da quelli ecclesiastici a cui il padre lo aveva avviato. Esercitò la professione medica a Haddenham (Berkshire) ove sposò la vedova del suo tutore, il Rev. Scott, al quale era stato affidato sin da piccolo dal padre spesso assente a causa dei  viaggi e degli incarichi governativi che lo tenevano lontano dall’Inghilterra.  Fin dall’infanzia si appassionò di astronomia compiendo numerose osservazioni con semplici strumentazioni.  Nel 1826 si trasferì a Liverpool per assistere la sorella Judith malata. Ritornato ai suoi precedenti interessi ecclesiastici fu a capo di una piccola comunità religiosa a Omskirk ove realizzò un modesto osservatorio astronomico. Qui si dedicò in particolare all’osservazione delle stelle doppie proseguiti presso l’osservatorio astronomico privato di George Bishop a Regent’s Park dopo che, a causa della sua salute instabile, fu costretto ad abbandonare gli incarichi religiosi a Omskirk. Compì, successivamente,  osservazioni astronomiche in altri osservatori da lui stesso realizzati per poi definitivamente stabilirsi a Haddenham. Fu molto considerato per le sue precise osservazioni delle stelle doppie di cui pubblicò alcuni cataloghi. Fece osservazioni del sole, in occasione dell'eclisse del 1851, e di altri pianeti tra cui Marte e Saturno di cui studiò, indipendentemente da George Phillips Bond, gli anelli interni. Fu uno dei scopritori indipendenti della cometa non periodica 1847 T1 Mitchell .

## Riconoscimenti
Nel 1830 divenne Fellow della Royal Astronomical Society, nel 1855 fu premiato con la Medaglia d'Oro della Royal Astronomical Society e nel 1865 fu eletto Fellow della Royal Society.
A William Rutter Dawes la UAI ha intitolato il cratere lunare Dawes , la Rima lunare Dawes  e il cratere marziano Dawes 
Da Dawes prende il nome la formula del limite di Dawes che definisce il potere risolutivo per un telescopio.